# Jarryd Hayne
Pour les articles homonymes, voir Hayne.

a Compétitions nationales et continentales officielles uniquement.

b Matchs officiels uniquement.
Jarryd Hayne, né le 15 février 1988 à Minto (Australie), est un joueur australien  de rugby à XIII qui évolue aux postes d'ailier, d'arrière, de centre ou de demi d'ouverture dans les années 2000 et 2010, où il y est considéré comme l'un des meilleurs joueurs du monde. Il met entre parenthèse plus d'une année sa carrière en rugby à XIII pour une expérience au football américain dans le National Football League en 2015 puis une expérience au rugby à sept dans l'optique des Jeux olympiques de 2016 dont il n'intègre pas l'équipe olympique des Fidji. De retour au rugby à XIII en 2016, il est ensuite inculpé à 30 ans en 2018 pour agression sexuelle, cela mettant un terme à sa carrière sportive, il est condamné à des peines de prison ferme, passant plus de deux ans en prison avant finalement d'être acquitté suivi d'une abandon des charges contre lui par la justice australienne.
Fils de l'international fidjien de rugby à XIII Manoa Thompson, Jarryd Hayne est élevé par sa mère et très vite montre des talents athlétiques, notamment en sprint, et pratique le rugby à XIII. Durant l'adolescence, il choisit définitivement le rugby à XIII et intègre l'équipe première des Parramatta Eels pour disputer la National Rugby League dès 2006. Nommé meilleur ailier de NRL en 2007, finaliste de la NRL en 2009, il est considéré comme l'un des meilleurs joueurs en étant nommé meilleur joueur de l'année en 2009, et compte par ailleurs deux autres nominations au titre de meilleur arrière en 2009 et 2014. Il se retire du rugby à XIII en 2015 pour tenter une expérience en football américain en NFL mais ne s'y impose pas, puis en 2016 au rugby à sept avec les Fidji. De retour en NRL peu après avec les Gold Coast Titans, il rejoint plus tard son ancien club, les Parramatta Eels, en 2018, mais se retire du sport suite à des affaires judiciaires.
Parallèlement, son talent précoce l'amène à très vite connaître les enjeux internationaux et des rencontres de sélections. Il intègre une première fois l' équipe d'Australie en 2007 mais dispute la Coupe du monde de 2008 avec le pays d'origine de son père les Fidji. En 2008, il devient titulaire en équipe d'Australie et remporte la Coupe du monde de 2013 où il y est le meilleur marqueur d'essais. Après son retour du football américain, il dispute une troisième édition de Coupe du monde avec les Fidji cette fois-ci en 2017. Au State of Origin, il connaît plus de vingt sélections avec la Nouvelle-Galles du Sud mais au moment où celle-ci est régulièrement dominée par le Queensland, puisqu'en neuf éditions disputées il ne remporte que la série de 2014.

## Biographie

### Carrière en rugby à XIII
Évoluant au rugby à XIII au poste d'arrière, de centre, d'ailier ou de demi d'ouverture dans les années 2000 et 2010, il a accumulé, malgré son jeune âge, de nombreuses distinctions dont celui du meilleur joueur du monde et du meilleur joueur de la National Rugby League en 2009 à vingt-et-un ans. Il évolue depuis ses débuts lors de la saison 2006 au sein de la même franchise de NRL : les Parramatta Eels, d'abord au poste d'ailier entre 2006 et 2007 avant de passer dès 2008 au poste d'arrière. En sélection, il débute par les Fidji avec qui il dispute la coupe du monde 2008 où titulaire au poste d'arrière il atteint la demi-finale, il revêt entretemps le maillot de l'équipe d'Australie avec laquelle il dispute le Tournoi des Quatre Nations (appelé auparavant le Tri-Nations) en 2006 (victoire sans y jouer de match) et 2009 (victoire en tant que titulaire au poste d'ailier), ainsi qu'à la coupe du monde 2013 où il est un grand artisan au poste d'ailier de la victoire finale avec neuf essais inscrits au cours de l'édition. Enfin, il est régulièrement sélectionné pour disputer le State of Origin avec la sélection de Nouvelle-Galles du Sud et le City vs Country Origin avec City.
À l'issue de la saison 2014 de la NRL, il annonce qu'il quitte Parramatta pour jouer en NFL.

## Palmarès
- Collectif :
  - Vainqueur de la Coupe du monde : 2013 (Australie).
  - Vainqueur du Tournoi des Quatre Nations : 2006 et 2009 (Australie).
  - Vainqueur du State of Origin : 2014 (Nouvelle-Galles du Sud).
  - Finaliste de la National Rugby League : 2009 (Parramatta).

- Individuel :
  - Meilleur joueur international de l'année : 2009 (Parramatta).
  - Élu meilleur joueur de la National Rugby League : 2009 (Parramatta).
  - Élu meilleur ailier de la National Rugby League : 2007 (Parramatta).
  - Élu meilleur arrière de la National Rugby League : 2009 et 2014 (Parramatta).
  - Meilleur marqueur d'essais de la Coupe du monde : 2013 (Australie).

### Détails en club
| Saison | Saison                                                                   | Championnat                                                              | Championnat                                                              | Championnat                                                              | Championnat                                                              | Championnat                                                              | Championnat                                                              | Championnat                                                              | State of Origin                                                          | State of Origin                                                          | State of Origin                                                          | State of Origin                                                          | State of Origin                                                          | State of Origin                                                          | State of Origin                                                          | Sélection                                                                | Sélection                                                                | Sélection                                                                | Sélection                                                                | Sélection                                                                | Sélection                                                                | Sélection |
| Saison | Saison                                                                   | Comp.                                                                    | Class.                                                                   | M                                                                        | Pts                                                                      | Ess.                                                                     | Buts                                                                     | Dp.                                                                      | Ed.                                                                      | Rés.                                                                     | M                                                                        | Pts                                                                      | Ess.                                                                     | Buts                                                                     | Dp.                                                                      | Compet.                                                                  | M                                                                        | Pts                                                                      | Ess.                                                                     | Buts                                                                     | Dp.                                                                      |           |
| ------ | ------------------------------------------------------------------------ | ------------------------------------------------------------------------ | ------------------------------------------------------------------------ | ------------------------------------------------------------------------ | ------------------------------------------------------------------------ | ------------------------------------------------------------------------ | ------------------------------------------------------------------------ | ------------------------------------------------------------------------ | ------------------------------------------------------------------------ | ------------------------------------------------------------------------ | ------------------------------------------------------------------------ | ------------------------------------------------------------------------ | ------------------------------------------------------------------------ | ------------------------------------------------------------------------ | ------------------------------------------------------------------------ | ------------------------------------------------------------------------ | ------------------------------------------------------------------------ | ------------------------------------------------------------------------ | ------------------------------------------------------------------------ | ------------------------------------------------------------------------ | ------------------------------------------------------------------------ | --------- |
| 2006   | Parramatta Eels                                                          | NRL                                                                      | 1er tour                                                                 | 16                                                                       | 72                                                                       | 17                                                                       | 2                                                                        | -                                                                        |                                                                          |                                                                          |                                                                          |                                                                          |                                                                          |                                                                          |                                                                          |                                                                          |                                                                          |                                                                          |                                                                          |                                                                          |                                                                          |           |
| 2007   | Parramatta Eels                                                          | NRL                                                                      | Finale prél.                                                             | 25                                                                       | 48                                                                       | 12                                                                       | -                                                                        | -                                                                        | 2007                                                                     | Perdant                                                                  | 3                                                                        | 8                                                                        | 2                                                                        | -                                                                        | -                                                                        |                                                                          | 1                                                                        | 4                                                                        | 1                                                                        | -                                                                        | -                                                                        |           |
| 2008   | Parramatta Eels                                                          | NRL                                                                      | 11e                                                                      | 18                                                                       | 24                                                                       | 6                                                                        | -                                                                        | -                                                                        | 2008                                                                     | Perdant                                                                  | 2                                                                        | -                                                                        | -                                                                        | -                                                                        | -                                                                        | CM                                                                       | 4                                                                        | 12                                                                       | 3                                                                        | -                                                                        | -                                                                        |           |
| 2009   | Parramatta Eels                                                          | NRL                                                                      | Finaliste                                                                | 16                                                                       | 57                                                                       | 14                                                                       | -                                                                        | 1                                                                        | 2009                                                                     | Perdant                                                                  | 3                                                                        | 12                                                                       | 3                                                                        | -                                                                        | -                                                                        | QN                                                                       | 4                                                                        | 4                                                                        | 1                                                                        | -                                                                        | -                                                                        |           |
| 2010   | Parramatta Eels                                                          | NRL                                                                      | 12e                                                                      | 22                                                                       | 44                                                                       | 11                                                                       | -                                                                        | -                                                                        | 2010                                                                     | Perdant                                                                  | 3                                                                        | 4                                                                        | 1                                                                        | -                                                                        | -                                                                        |                                                                          | 1                                                                        | -                                                                        | -                                                                        | -                                                                        | -                                                                        |           |
| 2011   | Parramatta Eels                                                          | NRL                                                                      | 14e                                                                      | 21                                                                       | 29                                                                       | 7                                                                        | -                                                                        | 1                                                                        | 2011                                                                     | Perdant                                                                  | 2                                                                        | 4                                                                        | 1                                                                        | -                                                                        | -                                                                        |                                                                          |                                                                          |                                                                          |                                                                          |                                                                          |                                                                          |           |
| 2012   | Parramatta Eels                                                          | NRL                                                                      | 16e                                                                      | 12                                                                       | 32                                                                       | 8                                                                        | -                                                                        | -                                                                        | 2012                                                                     | Perdant                                                                  | 3                                                                        | -                                                                        | -                                                                        | -                                                                        | -                                                                        |                                                                          |                                                                          |                                                                          |                                                                          |                                                                          |                                                                          |           |
| 2013   | Parramatta Eels                                                          | NRL                                                                      | 16e                                                                      | 15                                                                       | 32                                                                       | 8                                                                        | -                                                                        | -                                                                        | 2013                                                                     | Perdant                                                                  | 1                                                                        | 4                                                                        | 1                                                                        | -                                                                        | -                                                                        | CM                                                                       | 5                                                                        | 36                                                                       | 9                                                                        | -                                                                        | -                                                                        |           |
| 2014   | Parramatta Eels                                                          | NRL                                                                      | 10e                                                                      | 21                                                                       | 80                                                                       | 20                                                                       | -                                                                        | -                                                                        | 2014                                                                     | Vainqueur                                                                | 3                                                                        | 4                                                                        | 1                                                                        | -                                                                        | -                                                                        |                                                                          |                                                                          |                                                                          |                                                                          |                                                                          |                                                                          |           |
| 2015   | Jarryd Hayne a quitté la NRL pour disputer la NFL en football américain. | Jarryd Hayne a quitté la NRL pour disputer la NFL en football américain. | Jarryd Hayne a quitté la NRL pour disputer la NFL en football américain. | Jarryd Hayne a quitté la NRL pour disputer la NFL en football américain. | Jarryd Hayne a quitté la NRL pour disputer la NFL en football américain. | Jarryd Hayne a quitté la NRL pour disputer la NFL en football américain. | Jarryd Hayne a quitté la NRL pour disputer la NFL en football américain. | Jarryd Hayne a quitté la NRL pour disputer la NFL en football américain. | Jarryd Hayne a quitté la NRL pour disputer la NFL en football américain. | Jarryd Hayne a quitté la NRL pour disputer la NFL en football américain. | Jarryd Hayne a quitté la NRL pour disputer la NFL en football américain. | Jarryd Hayne a quitté la NRL pour disputer la NFL en football américain. | Jarryd Hayne a quitté la NRL pour disputer la NFL en football américain. | Jarryd Hayne a quitté la NRL pour disputer la NFL en football américain. | Jarryd Hayne a quitté la NRL pour disputer la NFL en football américain. | Jarryd Hayne a quitté la NRL pour disputer la NFL en football américain. | Jarryd Hayne a quitté la NRL pour disputer la NFL en football américain. | Jarryd Hayne a quitté la NRL pour disputer la NFL en football américain. | Jarryd Hayne a quitté la NRL pour disputer la NFL en football américain. | Jarryd Hayne a quitté la NRL pour disputer la NFL en football américain. | Jarryd Hayne a quitté la NRL pour disputer la NFL en football américain. |           |
| 2016   | Gold Coast Titans                                                        | NRL                                                                      | 1er tour                                                                 | 6                                                                        | 1                                                                        | -                                                                        | -                                                                        | 1                                                                        |                                                                          |                                                                          |                                                                          |                                                                          |                                                                          |                                                                          |                                                                          |                                                                          |                                                                          |                                                                          |                                                                          |                                                                          |                                                                          |           |
| 2017   | Gold Coast Titans                                                        | NRL                                                                      | 15e                                                                      | 17                                                                       | 32                                                                       | 8                                                                        | -                                                                        | -                                                                        | 2017                                                                     | Perdant                                                                  | 3                                                                        | 8                                                                        | 2                                                                        | -                                                                        | -                                                                        | CM                                                                       | 5                                                                        | 8                                                                        | 2                                                                        | -                                                                        | -                                                                        |           |
| 2018   | Parramatta Eels                                                          | NRL                                                                      | 16e                                                                      | 15                                                                       | 40                                                                       | 10                                                                       | -                                                                        | -                                                                        |                                                                          |                                                                          |                                                                          |                                                                          |                                                                          |                                                                          |                                                                          |                                                                          | 1                                                                        | -                                                                        | -                                                                        | -                                                                        | -                                                                        |           |

### Football américain
(en) Statistiques sur pro-football-reference
Il signe dans la franchise californienne des 49ers de San Francisco pour un poste de running back et est conservé dans la liste de joueurs pour la saison NFL 2015.
Le 31 octobre 2015, les 49ers de San Francisco ont promu le running back Kendall Gaskins en équipe première.Il fut jusque-là en équipe réserve, ce qui donne suite à la rupture de contrat de Hayne.